# 12月のカンガルー
「12月のカンガルー」（じゅうにがつのカンガルー）は、日本の女性アイドルグループ・SKE48の楽曲。作詞は秋元康、作曲は外山大輔が担当した。2014年12月10日に、SKE48の16作目のシングルとしてエイベックス・ミュージック・クリエイティヴ（avex trax）から発売された。楽曲のセンターポジションは北川綾巴と宮前杏実が務めた。

## 背景とリリース
前作「不器用太陽」から約5か月ぶりで、2014年3枚目のシングル。初回生産限定盤TYPE-A、通常盤TYPE-A、初回生産限定盤TYPE-B、通常盤TYPE-B、初回生産限定盤TYPE-C、通常盤TYPE-C、初回生産限定盤TYPE-D、通常盤TYPE-D、劇場盤の9形態でのリリース。
シングルの発売は、2014年10月4日に行われた劇場デビュー6周年前夜祭にて発表された。
楽曲の初披露と選抜メンバーの発表は、2014年11月2日、名古屋国際会議場 センチュリーホールで開催されたコンサート『SKE48リクエストアワーセットリストベスト242 〜1位は?最下位は?曲推し集合!〜』最終日公演で行われた。
「12月のカンガルー」を歌う選抜メンバーは、前作から2人増え、過去最多の22人。惣田紗莉渚と宮前杏実が初選抜、前の所属グループで選抜経験のある谷真理佳と山内鈴蘭がSKE48名義で初選抜。前作の選抜メンバーのうち、梅本まどか、熊崎晴香が選抜から外れている。
楽曲のセンターポジションを担当するのは北川綾巴と宮前杏実で、SKE48のシングルとして初めて、松井珠理奈と松井玲奈以外のメンバーが担当する。選考について、今村悦朗SKE48劇場支配人は11月の選抜メンバー発表の場で、北川は「去年からメディアに注目してもらっている」、宮前は「スタッフたちからパフォーマンスの成長を評価されている」とコメントしているほか、1人での単独センターの案も候補には挙がっていたことを明かした。こういった経緯から、キャッチコピーは「センター、変わりました。」となっている。
なお、宮前杏実はAKB48グループにおいて、所属グループシングル表題曲に初選抜かつセンターに抜擢された初のメンバーである。
カップリングは5曲。各タイプ3チームそれぞれの曲が収録されていて、TYPE-AはチームSの「消せない炎」、TYPE-BはチームKIIの「DA DA マシンガン」、TYPE-CはチームEの「青春カレーライス」となっている。愛知トヨタ自動車とSKE48とのコラボレーション企画「でぃすかば愛知!プロジェクト」のメンバーで構成される「愛知トヨタ選抜」が13thシングル「賛成カワイイ!」に収録された「道は なぜ続くのか?」以来約一年ぶりに歌う「I love AICHI」、丸美屋食品工業とのタイアップCMに出演のユニット「フォーカード」が「愛のルール」を歌っている。
今作は、卒業を発表した水埜帆乃香、山田澪花と、研究生がどの楽曲にも参加していない。

## 音楽性と批評・ミュージックビデオ
仲のいい恋人同士をタイトルにある「カンガルー」の親子になぞらえた、明るく元気な曲調のアップテンポな冬の曲。掛け声も採り入れられている。ミュージック・ビデオでは、冬らしく雪の降るシーンを交えつつ、（顔の）アップが多かったり衣装が可愛いものになっていたりと、「王道アイドル」を感じさせるアイドルらしい作品になっているという。
「青春カレーライス」のMVは、茨城県立カシマサッカースタジアムで撮影された。

## プロモーション
リリース記念として、発売前日の12月9日16時00分から発売当日の12月10日16時00分まで、24時間のニコニコ生放送を公式チャンネル上で行った。また、発売当日夜には名古屋市栄のオアシス21にてファン約1,300人を集めた記念イベントを行い、お笑いコンビクマムシを招いてMCを行ったほか、「12月のカンガルー」など3曲を披露した。

## アートワーク
| TYPE-A 初回限定盤 表 | 東李苑・大矢真那・北川綾巴・二村春香・松井珠理奈・宮前杏実・宮澤佐江・山内鈴蘭・渡辺美優紀 |
| TYPE-A 通常盤 表     | 北川綾巴・宮前杏実                                                                         |
| TYPE-A 裏            | チームSメンバー19人                                                                        |
| TYPE-B 初回限定盤 表 | 大場美奈・惣田紗莉渚・高柳明音・古川愛李・古畑奈和・山田菜々                               |
| TYPE-B 通常盤 表     | 東李苑・大矢真那・高柳明音・古畑奈和・松井珠理奈・山田菜々                                 |
| TYPE-B 裏            | チームKIIメンバー18人                                                                      |
| TYPE-C 初回限定盤 表 | 岩永亞美・木本花音・佐藤すみれ・柴田阿弥・須田亜香里・谷真理佳・松井玲奈                   |
| TYPE-C 通常盤 表     | 岩永亞美・木本花音・須田亜香里・惣田紗莉渚・谷真理佳・二村春香・松井玲奈                   |
| TYPE-C 裏            | チームEメンバー18人                                                                        |
| TYPE-D 初回限定盤 表 | 「12月のカンガルー」選抜メンバー22名                                                       |
| TYPE-D 通常盤 表     | 大場美奈・佐藤すみれ・柴田阿弥・古川愛李・宮澤佐江・山内鈴蘭・渡辺美優紀                   |
| TYPE-D 裏            | 「フォーカード」（大場美奈・佐藤すみれ・高柳明音・古川愛李）                               |
| 劇場盤 表            | 「12月のカンガルー」選抜メンバー22名                                                       |

## チャート成績
「12月のカンガルー」のシングルCDは、2014年12月22日付オリコン週間シングルチャートにおいて初登場で1位にランクインした。同チャートにおけるSKE48のシングルの1位獲得は「バンザイVenus」から12作連続、通算12作目となった。初動売上は約38万6000枚であり、前作「不器用太陽」の約32万4000枚を上回った。
Billboard JAPANのチャートにおいては、2014年12月22日付のHot 100で三代目 J Soul Brothers from EXILE TRIBEの「R.Y.U.S.E.I.」に次ぐ2位にランクインした。Hot Singles Salesでは1位だったが、ツイート6位、ルックアップ9位、エアプレイ25位、ダウンロード28位となっている。SKE48のシングルは前作までHot 100で10作連続1位だったが、本作では「バンザイVenus」以来の2位となった。
サウンドスキャンジャパンのチャートにおいては、2014年12月8日 - 12月14日調査分の週間CDソフト シングルランキング TOP20でType-A初回盤が推定売上枚数24,303枚の2位、続けてType-C初回盤、Type-B初回盤、Type-D初回盤がそれぞれ3 - 5位を記録した。

## メディアでの使用
「12月のカンガルー」はAiiA携帯カードゲーム『SKE48 Passion For You』CMソングに使用されている。また、東李苑が出演するコーチャンフォーのCMにも「12月のカンガルー」が使用されているバージョンがある。カップリング5曲にもタイアップが付いており、全曲タイアップのシングルとなった。

## シングル収録トラック

### TYPE-A
| #         | タイトル                         | 作詞      | 作曲           | 編曲      | 時間  |
| --------- | -------------------------------- | --------- | -------------- | --------- | ----- |
| 1.        | 「12月のカンガルー」             | 秋元康    | 外山大輔       | 生田真心  | 4:08  |
| 2.        | 「消せない炎」(Team S)           | 秋元康    | FURUTA、Lilcom | Lilcom    | 5:12  |
| 3.        | 「I love AICHI」(愛知トヨタ選抜) | 秋元康    | 田村信二       | 板垣祐介  | 4:57  |
| 4.        | 「12月のカンガルー off vocal」   |           | 外山大輔       | 生田真心  | 4:08  |
| 5.        | 「消せない炎 off vocal」         |           | FURUTA、Lilcom | Lilcom    | 5:12  |
| 6.        | 「I love AICHI off vocal」       |           | 田村信二       | 板垣祐介  | 4:56  |
| 合計時間: | 合計時間:                        | 合計時間: | 合計時間:      | 合計時間: | 28:35 |

| #  | タイトル | 作詞 | 作曲・編曲 | 監督     |
| -- | --- | ---- | ---------- | -------- |
| 1. | 「12月のカンガルー Music Video」                                                                                        |      |            | 清水康彦 |
| 2. | 「消せない炎 Music Video」                                                                                              |      |            | 中村太洸 |
| 3. | 「特典映像「SKE48終身名誉研究生 / AKB48グループ研究生会会長 松村香織〜松村香織的アイドルの愛し方〜」documentary movie」 |      |            |          |

### TYPE-B
| #         | タイトル                         | 作詞      | 作曲      | 編曲      | 時間  |
| --------- | -------------------------------- | --------- | --------- | --------- | ----- |
| 1.        | 「12月のカンガルー」             | 秋元康    | 外山大輔  | 生田真心  | 4:08  |
| 2.        | 「DA DA マシンガン」(Team KII)   | 秋元康    | 渡邉沙志  | 渡邉沙志  | 4:06  |
| 3.        | 「I love AICHI」(愛知トヨタ選抜) | 秋元康    | 田村信二  | 板垣祐介  | 4:57  |
| 4.        | 「12月のカンガルー off vocal」   |           | 外山大輔  | 生田真心  | 4:08  |
| 5.        | 「DA DA マシンガン off vocal」   |           | 渡邉沙志  | 渡邉沙志  | 4:06  |
| 6.        | 「I love AICHI off vocal」       |           | 田村信二  | 板垣祐介  | 4:56  |
| 合計時間: | 合計時間:                        | 合計時間: | 合計時間: | 合計時間: | 26:23 |

| #  | タイトル                                                                | 作詞 | 作曲・編曲 | 監督     |
| -- | ----------------------------------------------------------------------- | ---- | ---------- | -------- |
| 1. | 「12月のカンガルー Music Video」                                        |      |            | 清水康彦 |
| 2. | 「DA DA マシンガン Music Video」                                        |      |            | 園田俊郎 |
| 3. | 「特典映像「劇場デビュー6周年特別公演（2014.10.05）-前編-」live movie」 |      |            |          |

### TYPE-C
| #         | タイトル                         | 作詞      | 作曲      | 編曲           | 時間  |
| --------- | -------------------------------- | --------- | --------- | -------------- | ----- |
| 1.        | 「12月のカンガルー」             | 秋元康    | 外山大輔  | 生田真心       | 4:08  |
| 2.        | 「青春カレーライス」(Team E)     | 秋元康    | 大神良康  | 野中“まさ”雄一 | 3:51  |
| 3.        | 「I love AICHI」(愛知トヨタ選抜) | 秋元康    | 田村信二  | 板垣祐介       | 4:57  |
| 4.        | 「12月のカンガルー off vocal」   |           | 外山大輔  | 生田真心       | 4:08  |
| 5.        | 「青春カレーライス off vocal」   |           | 大神良康  | 野中“まさ”雄一 | 3:51  |
| 6.        | 「I love AICHI off vocal」       |           | 田村信二  | 板垣祐介       | 4:56  |
| 合計時間: | 合計時間:                        | 合計時間: | 合計時間: | 合計時間:      | 25:54 |

| #  | タイトル                                                                | 作詞 | 作曲・編曲 | 監督           |
| -- | ----------------------------------------------------------------------- | ---- | ---------- | -------------- |
| 1. | 「12月のカンガルー Music Video」                                        |      |            | 清水康彦       |
| 2. | 「青春カレーライス Music Video」                                        |      |            | 二宮“NINO”大輔 |
| 3. | 「特典映像「劇場デビュー6周年特別公演（2014.10.05）-中編-」live movie」 |      |            |                |

### TYPE-D
| #         | タイトル                         | 作詞      | 作曲      | 編曲           | 時間  |
| --------- | -------------------------------- | --------- | --------- | -------------- | ----- |
| 1.        | 「12月のカンガルー」             | 秋元康    | 外山大輔  | 生田真心       | 4:08  |
| 2.        | 「愛のルール」(フォーカード)     | 秋元康    | 上田晃司  | 野中“まさ”雄一 | 3:39  |
| 3.        | 「I love AICHI」(愛知トヨタ選抜) | 秋元康    | 田村信二  | 板垣祐介       | 4:57  |
| 4.        | 「12月のカンガルー off vocal」   |           | 外山大輔  | 生田真心       | 4:08  |
| 5.        | 「愛のルール off vocal」         |           | 上田晃司  | 野中“まさ”雄一 | 3:39  |
| 6.        | 「I love AICHI off vocal」       |           | 田村信二  | 板垣祐介       | 4:56  |
| 合計時間: | 合計時間:                        | 合計時間: | 合計時間: | 合計時間:      | 25:30 |

| #  | タイトル                                                                | 作詞 | 作曲・編曲 | 監督     |
| -- | ----------------------------------------------------------------------- | ---- | ---------- | -------- |
| 1. | 「12月のカンガルー Music Video」                                        |      |            | 清水康彦 |
| 2. | 「愛のルール Music Video」                                              |      |            | 月川翔   |
| 3. | 「特典映像「劇場デビュー6周年特別公演（2014.10.05）-後編-」live movie」 |      |            |          |

### 劇場盤
| #  | タイトル                         | 作詞   | 作曲     | 編曲     | 時間 |
| -- | -------------------------------- | ------ | -------- | -------- | ---- |
| 1. | 「12月のカンガルー」             | 秋元康 | 外山大輔 | 生田真心 | 4:08 |
| 2. | 「I love AICHI」(愛知トヨタ選抜) | 秋元康 | 田村信二 | 板垣祐介 | 4:57 |
| 3. | 「SKE48 16th Single Medley」     |        |          |          |      |
| 4. | 「12月のカンガルー off vocal」   |        | 外山大輔 | 生田真心 | 4:08 |
| 5. | 「I love AICHI off vocal」       |        | 田村信二 | 板垣祐介 |      |

## 選抜メンバー
- 東李苑
- 岩永亞美
- 大場美奈
- 大矢真那
- 北川綾巴
- 木本花音
- 佐藤すみれ
- 柴田阿弥
- 須田亜香里
- 惣田紗莉渚
- 高柳明音
- 谷真理佳
- 二村春香
- 古川愛李
- 古畑奈和
- 松井珠理奈
- 松井玲奈
- 宮澤佐江
- 宮前杏実
- 山内鈴蘭
- 山田菜々
- 渡辺美優紀